# ویرجین موبایل
ویرجین موبایل (انگلیسی: Virgin Mobile) شرکت مخابرات بریتانیایی است، که در سال ۱۹۹۹ تأسیس شد.